# Egens Vig
Egens Vig är en vik i Danmark. Den ligger i Region Mittjylland, i den centrala delen av landet. Viken är sammanlänkad med Kalø Vig.